# Pablo de Sarasate

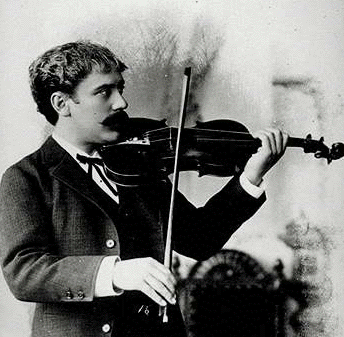
Pablo de Sarasate

Pablo Martín Melitón de Sarasate y Navascués (Pamplona, 10 maart 1844 - Biarritz, 20 september 1908) was een Spaans violist en componist.
De Sarasate studeerde van 1856 tot 1859 aan het Parijse Conservatorium bij Alard en anderen nadat hij al op 10-jarige leeftijd aan het Spaanse hof had opgetreden. Hij was een virtuoos violist en toonde hoge begaafdheid op technisch gebied. Zijn voordracht was doorgaans ingetogen.
Vele componisten droegen werken aan De Sarasate op, onder wie Max Bruch, Édouard Lalo en Camille Saint-Saëns.
De Sarasate componeerde zelf ook een aantal werken, waaronder Spaanse dansen, de Sérénade Andalouse en Zigeunerweisen. Zijn composities zijn doorgaans virtuoos van inslag en geënt op de Spaanse volksmuziek. Zijn werk werd in 1971, 2005 en 2009 op de prestigieuze Koningin Elisabethwedstrijd voor viool uitgevoerd. In 2017 werd het ook gespeeld op de eerste editie voor cello.

## Composities
| Opus | Compositie                                    | Instrumentatie                                                                     |
| ---- | --------------------------------------------- | ---------------------------------------------------------------------------------- |
| —    | Fantasía Capritx                              | viool & piano                                                                      |
| —    | Souvenir de “Faust”                           | viool & piano                                                                      |
| —    | Masurca en mi                                 | viool & piano                                                                      |
| 1    | Fantasía de “La forza del destino” de Verdi   | viool & piano                                                                      |
| 2    | Homenaje a Rossini                            | viool & piano                                                                      |
| 3    | Fantasía sobre “La dame blanche” de Boïeldieu | viool & orkest                                                                     |
| 4    | Réverie                                       | viool & piano                                                                      |
| 5    | Fantasía de “Roméo et Juliette” de Gounod     | viool & piano                                                                      |
| 6    | Caprice sobre “Mireille” de Gounod            | viool & piano                                                                      |
| 7    | Confidences                                   | viool & piano                                                                      |
| 8    | Souvenir de Domont                            | viool & piano                                                                      |
| 9    | Les Adieux                                    | viool & piano                                                                      |
| 10   | Sérénade Andalouse                            | viool & piano                                                                      |
| 11   | Le sommeil                                    | viool & piano                                                                      |
| 12   | Moscoviènne                                   | viool & piano                                                                      |
| 13   | Fantasía de “Faust” de Gounod                 | viool & orkest Zijn composities werden door verschillende instrumenten uitgevoerd. |
| 14   | Fantasía sobre “Der Freischütz” de Weber      | viool & orkest                                                                     |
| 15   | Mosaíque de Zampa                             | viool & piano                                                                      |
| 16   | Gavota sobre “Mignon” de Ambroise Thomas      | viool & piano                                                                      |
| 17   | Priére sobre “Berceuse”                       | viool & piano                                                                      |
| 18   | Airs espagnols                                | viool & piano                                                                      |
| 19   | Fantasía sobre “Martha” de Flotow             | viool & piano                                                                      |
| 20   | Zigeunerweisen (Aires Gitanos)                | viool & orkest                                                                     |
| 21   | Malaguenya & Havanera                         | viool & piano                                                                      |
| 22   | Romança andalusa & jota navarresa             | viool & piano                                                                      |
| 23   | Playera & zapateado                           | viool & piano                                                                      |
| 24   | Capritx basc                                  | viool & piano                                                                      |
| 25   | Fantasía sobre “Carmen” de Bizet              | viool & orkest                                                                     |
| 26   | Vito & havanera                               | viool & piano                                                                      |
| 27   | Jota aragonesa                                | viool & piano                                                                      |
| 28   | Serenata andalusa                             | viool & piano                                                                      |
| 29   | El cant del rossinyol                         | viool & orkest                                                                     |
| 30   | Bolero                                        | viool & piano                                                                      |
| 31   | Balada                                        | viool & piano                                                                      |
| 32   | Muñeira                                       | viool & orkest                                                                     |
| 33   | Navarra                                       | viool & orkest                                                                     |
| 34   | Airs Écossais                                 | viool & orkest                                                                     |
| 35   | Peteneras, caprice espagnol                   | viool & piano                                                                      |
| 36   | Jota de San Fermín                            | viool & piano                                                                      |
| 37   | Zortzico “Adiós Montañas mías”                | viool & piano                                                                      |
| 38   | ¡Viva Sevilla!                                | viool & orkest                                                                     |
| 39   | Zortzico de Iparraguirre                      | viool & piano                                                                      |
| 40   | Introduction et fandango varié                | viool & piano                                                                      |
| 41   | Introduction et caprice-jota                  | viool & orkest                                                                     |
| 42   | Zortzico Miramar                              | viool & orkest                                                                     |
| 43   | Introduction et tarantelle                    | viool & orkest                                                                     |
| 44   | La Chase                                      | viool & orkest                                                                     |
| 45   | Nocturn — Serenata                            | viool & orkest                                                                     |
| 46   | Gondoliéra Veneziana                          | viool & piano                                                                      |
| 47   | Melodia romanesa                              | viool & piano                                                                      |
| 48   | L'Esprit Follet                               | viool & orkest                                                                     |
| 49   | Cançons russes                                | viool & orkest                                                                     |
| 50   | Jota de Pamplona                              | viool & orkest                                                                     |
| 51   | Fantasía sobre “Don Giovanni” de Mozart       | viool & piano                                                                      |
| 52   | Jota de Pablo                                 | viool & orkest                                                                     |
| 53   | Le Rève                                       | viool & piano                                                                      |
| 54   | Fantasía sobre “La flauta mágica” de Mozart   | viool & orkest                                                                     |

- Biblioteca Nacional de España: XX1112694
- Bibliothèque nationale de France: cb13899405t (data)
- Catàleg d'autoritats de noms i títols de Catalunya: 981058516446206706
- CiNii: DA05213064
- Gemeinsame Normdatei: 116805455
- International Standard Name Identifier: 0000 0001 2122 5629
- Library of Congress Control Number: n80122953
- Nationale Bibliotheek van Letland: 000037256
- MusicBrainz: 05f12d97-ecae-4fd6-bb03-53a4bd1322a8
- Bibliotheek van het Japanse parlement: 00552052
- Nationale Bibliotheek van Tsjechië: jn19990007348
- Nationale Bibliotheek van Israël: 987007267652205171
- Nationale Bibliotheek van Polen: a0000001626225
- Nederlandse Thesaurus van Auteursnamen: 069973210
- Istituto Centrale per il Catalogo Unico: LO1V133155
- LIBRIS: 219413
- SNAC: w6k935mg
- Système universitaire de documentation: 035337427
- Trove: 1121495
- Virtual International Authority File: 17408844
- WorldCat: E39PBJtX79mgy36CRwT7gR9JjC